# Campionati del mondo di atletica leggera indoor 2025 - Getto del peso femminile
La gara del getto del peso femminile dei campionati del mondo di atletica leggera indoor 2025 si è svolta il 21 marzo 2025 a Nanchino.

## Podio
| Pos.    | Atleta           | Nazionalità | Misura  |
| ------- | ---------------- | ----------- | ------- |
| Oro     | Sarah Mitton     | Canada      | 20,48 m |
| Argento | Jessica Schilder | Paesi Bassi | 20,07 m |
| Bronzo  | Chase Jackson    | Stati Uniti | 20,06 m |

## Situazione pre-gara

### Record
Prima di questa competizione, il record del mondo e il record dei campionati erano i seguenti.
| Record                | Prestazione | Atleta                               | Data e luogo                          | Competizione                     |
| --------------------- | ----------- | ------------------------------------ | ------------------------------------- | -------------------------------- |
| Record mondiale       | 22,63 m(o)  | Natal'ja Lisovskaja Unione Sovietica | 7 giugno 1987 Mosca, Unione Sovietica | Moskva Znamenskiy Memorial       |
| Record dei campionati | 20,67 m     | Valerie Adams Nuova Zelanda          | 8 marzo 2014 Sopot, Polonia           | Campionati del mondo indoor 2014 |

## Qualificazioni
Per il getto del peso femminile il periodo di qualifica andava dal 1º settembre 2024 al 9 marzo 2025. Gli atleti potevano ottenere la qualificazione rientrando nello standard di 19,50 m, con una wildcard o in base al loro piazzamento nel World Athletics Rankings.

## Risultati

### Finale
La finale diretta si è tenuta il 21 marzo alle ore 19:50.
| Pos     | Atleta              | Nazionalità   | 1ª prova | 2ª prova | 3ª prova | 4ª prova | 5ª prova | 6ª prova | Risultato | Note                                     |
| ------- | ------------------- | ------------- | -------- | -------- | -------- | -------- | -------- | -------- | --------- | ---------------------------------------- |
| Oro     | Sarah Mitton        | Canada        | 19,61 m  | 20,36 m  | 19,28 m  | 20,15 m  | x        | 20,48 m  | 20,48 m   |                                          |
| Argento | Jessica Schilder    | Paesi Bassi   | x        | 20,07 m  | 19,22 m  | 19.67 m  | x        | 19,26 m  | 20,07 m   |                                          |
| Bronzo  | Chase Jackson       | Stati Uniti   | 18,12 m  | 19,40 m  | 19,91 m  | 19,67 m  | 18,97 m  | 20,06 m  | 20,06 m   |                                          |
| 4       | Fanny Roos          | Svezia        | 18,44 m  | 17,80 m  | 17,95 m  | 18,72 m  | 19,28 m  | x        | 19,28 m   | Miglior prestazione personale stagionale |
| 5       | Gong Lijiao         | Cina          | 18,64 m  | 18,84 m  | x        | x        | 18,68 m  | 18,70 m  | 18,84 m   |                                          |
| 6       | Jessica Inchude     | Portogallo    | 17,64 m  | 18,66 m  | 18,71 m  | 18,70 m  | x        | 18,50 m  | 18,71 m   |                                          |
| 7       | Maggie Ewen         | Stati Uniti   | 17,06 m  | 18,63 m  | x        | 18,29 m  | 18,17 m  |          | 18,63 m   |                                          |
| 8       | Auriol Dongmo       | Portogallo    | 18,39 m  | x        | 18,27 m  | 18,54 m  | x        |          | 18,54 m   |                                          |
| 9       | Sara Lenman         | Svezia        | 17,46 m  | 18,29 m  | 18,45 m  | 18,01 m  |          |          | 18,45 m   | Miglior prestazione personale            |
| 10      | Ma Yue              | Cina          | x        | 17,41 m  | 18,31 m  | x        |          |          | 18,31 m   | Miglior prestazione personale stagionale |
| 11      | Jessica Ramsey      | Stati Uniti   | 17,57 m  | 17,81 m  | x        |          |          |          | 17,81 m   |                                          |
| 12      | Jorinde van Klinken | Paesi Bassi   | x        | 17,72 m  | 16,91 m  |          |          |          | 17,72 m   |                                          |
| 13      | Lloydricia Cameron  | Giamaica      | 17,43 m  | 17,14 m  | x        |          |          |          | 17,43 m   |                                          |
| 14      | Ivana Gallardo      | Cile          | 16,64 m  | 16,38 m  | 17,08 m  |          |          |          | 17,08 m   |                                          |
| 15      | Maddison-Lee Wesche | Nuova Zelanda | x        | 16,52 m  | x        |          |          |          | 16,52 m   |                                          |
| 16      | Kaia Topu-South     | Nuova Zelanda | 16,45 m  | 16,20 m  | x        |          |          |          | 16,45 m   |                                          |